# Field of Forest
Field of Forest（フィールド・オブ・フォレスト）は2012年に結成された大阪出身5人組のエモ・スクリーモバンドである。

## 来歴
2012年
- 3月、大阪にて結成。
- 7月、初のデモ音源『Foreshore』を200枚限定でリリースし、即完させる。

2013年
- 1月、自主制作EP『Migration』をリリース。

2014年
- 5月、結成2年という異例の早さでGO WITH ME RECORDSと契約を結び、1stアルバム『Aviation』をリリース。

2015年
- 8月、2ndアルバム『Levitation』をリリース。同月、活動休止を発表。

## メンバー
- kassaaaaaaan　（ボーカル）
- sera　（ギター）
- 8723　（ギター）
- ohkey　（ベース）
- chome　（ドラムス）

## ディスコグラフィー
| リリース | タイトル   |                | 規格 | レーベル           |
| -------- | ---------- | -------------- | ---- | ------------------ |
| 2012年   | Foreshore  | 1st demo       | CD   | -                  |
| 2013年   | Migration  | 1st EP         | CD   | -                  |
| 2014年   | Aviation   | 1st Full Album | CD   | GO WITH ME RECORDS |
| 2015年   | Levitation | 2nd Full Album | CD   | -                  |